# Клапп, Чарльз
Чарльз Элмер Клапп III (англ. Charles Elmer Clapp III; род. 11 января 1959, Провиденс) — американский гребец, выступавший за сборную США по академической гребле в первой половине 1980-х годов. Серебряный призёр летних Олимпийских игр в Лос-Анджелесе, обладатель бронзовой медали чемпионата мира, победитель и призёр многих регат национального значения.

## Биография
Чарльз Клапп родился 11 января 1959 года в городе Провиденс, штат Род-Айленд.
Занимался академической греблей во время учёбы в Вашингтонском университете, состоял в местной гребной команде «Вашингтон Хаскис», неоднократно принимал участие в различных студенческих регатах. Окончил университет в 1981 году.
Первого серьёзного успеха на взрослом международном уровне добился в сезоне 1981 года, когда вошёл в основной состав американской национальной сборной и побывал на чемпионате мира в Мюнхене, откуда привёз награду бронзового достоинства, выигранную в зачёте распашных рулевых восьмёрок.
В 1982 году на мировом первенстве в Люцерне финишировал в восьмёрках четвёртым.
На чемпионате мира 1983 года в Дуйсбурге в той же дисциплине сумел квалифицироваться лишь в утешительный финал B и расположился в итоговом протоколе соревнований на седьмой строке.
Благодаря череде удачных выступлений удостоился права защищать честь страны на домашних летних Олимпийских играх 1984 года в Лос-Анджелесе. В составе экипажа-восьмёрки пришёл к финишу вторым, уступив в решающем заезде только команде из Канады, и тем самым завоевал серебряную олимпийскую медаль. Вскоре по окончании этих соревнований принял решение завершить спортивную карьеру.
Впоследствии получил степень магистра делового администрирования в Американской школе глобального управления и затем проявил себя в финансовой сфере. Занимал руководящие посты в таких крупных компаниях как Drexel Burnham Lambert, Eagle Investment Associates, Howland Capital.
Его старший брат Джин Клапп тоже является достаточно известным гребцом, серебряный призёр Олимпиады 1972 года в Мюнхене.